# Biblioteca Nacional de Kosovo
La Biblioteca Nacional de Kosovo (en albanés: Biblioteka Kombëtare e Kosovës «Pjetër Bogdani»; en serbio: Народна библиотека Косова, romanizado: Narodna biblioteka Kosova) es la institución bibliotecaria más importante de Kosovo establecida por la Asamblea y está ubicada en Pristina. Desde 2012, por iniciativa de Hashim Thaçi (presidente de la República de Kosovo), se modificó su denominación, pasándose a llamar «Biblioteca Nacional de Kosovo "Pjetër Bogdani"» en honor al escritor y obispo católico albanés del siglo XVII, Pjetër Bogdani.
La biblioteca tiene como misión recopilar, preservar, promover y hacer accesible el patrimonio documental e intelectual de Kosovo. Organiza exposiciones y conserva un archivo de periódicos nacionales. Es conocida por el estilo del edificio diseñado por el arquitecto croata Andrija Mutnjaković, no exento de controversias sobre su apariencia exterior.

## Arquitectura
La parte más significativa de la biblioteca actual es su edificio. Existen opiniones contradictorias sobre su estilo, lo que ha dado lugar a diferentes versiones sobre dicho edificio. Este fue diseñado por el arquitecto croata Andrija Mutnjaković en 1971. Los trabajos de construcción comenzaron el mismo año, duraron diez años y fueron realizados por la empresa Ramiz Sadiku. Fue inaugurado oficialmente el 25 de noviembre de 1982. Su espacio consta de 16 500 metros cuadrados. Sus techos están hechos con un total de 74 claraboyas de diferentes tamaños (aunque, según un mito urbano, tiene 99) y está completamente recubierto por una red metálica, que tiene su propio simbolismo arquitectónico particular.

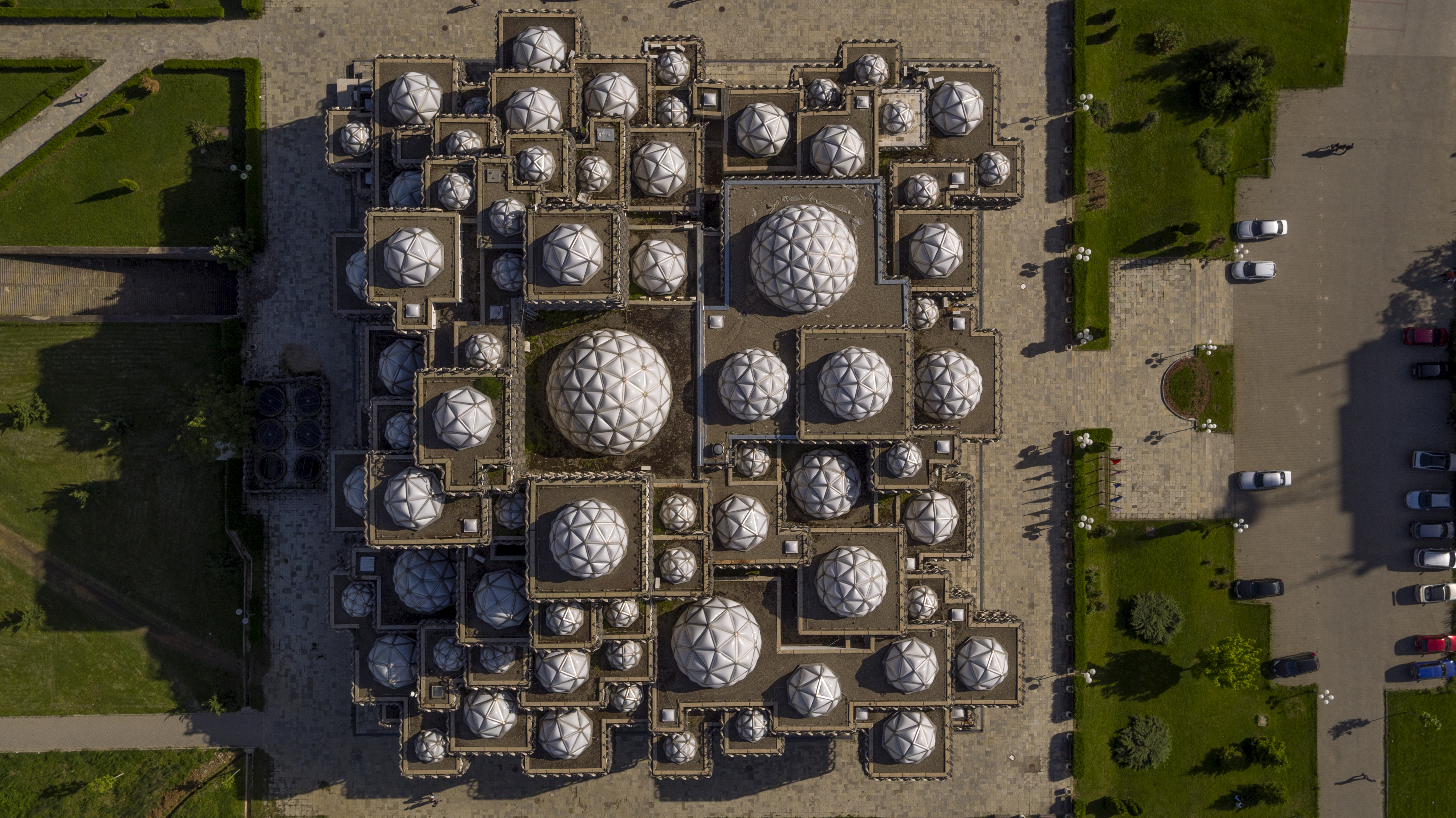
Vista aérea del edificio de la biblioteca, en la que se aprecia la cantidad de cúpulas y sus diversos tamaños.

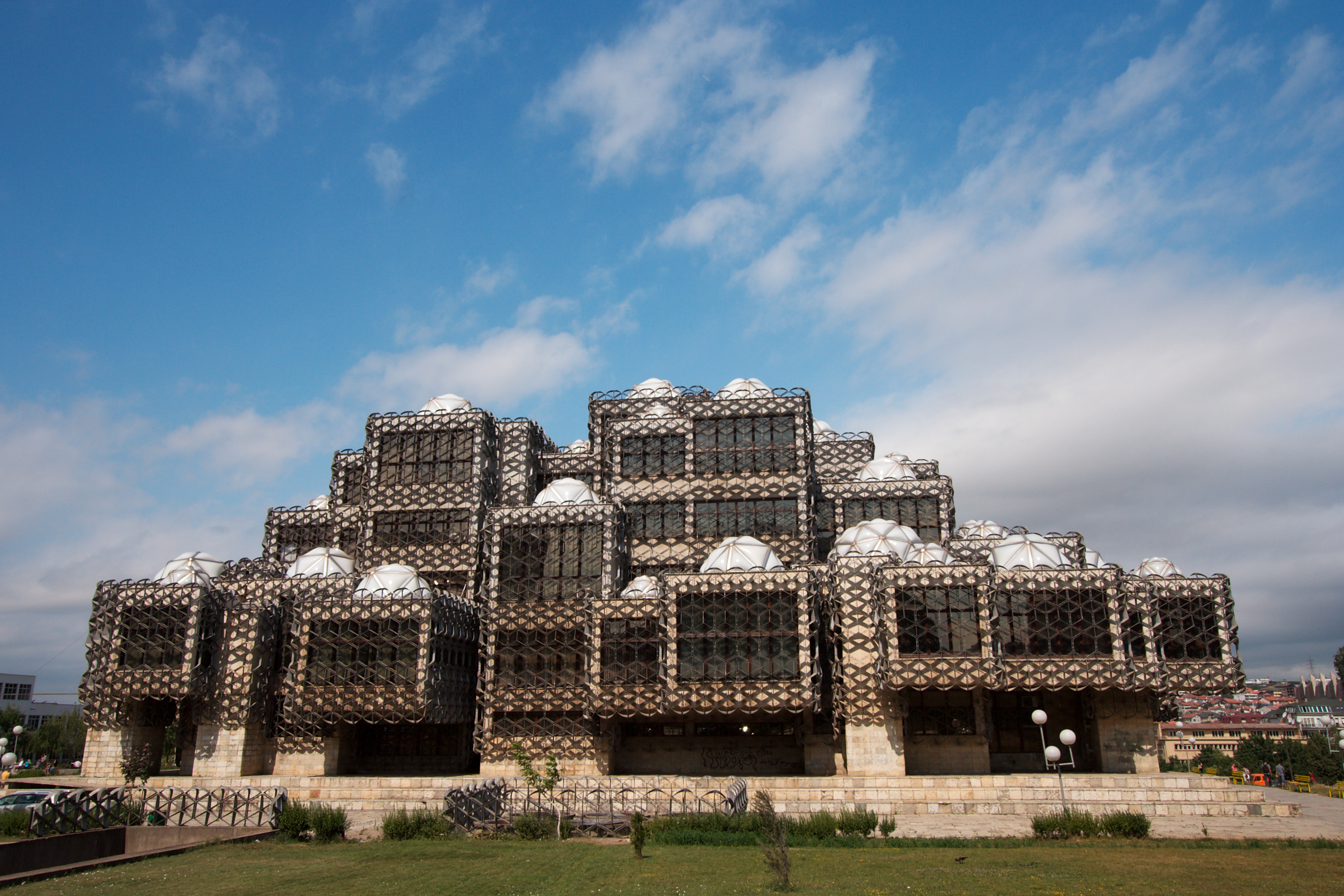
Una red metálica recubre todo el perímetro del edificio.

Cuenta con dos salas de lectura con 300 y 100 plazas respectivamente, una sala de lectura de publicaciones periódicas, salas para colecciones especiales, catalogación e investigación, un anfiteatro con 150 plazas y una sala de reuniones con 75 plazas. Tiene capacidad para albergar unos dos millones de volúmenes. Los fondos se encuentran en dos niveles subterráneos y están cerrados al público.
El vestíbulo de la biblioteca se utiliza para diversos eventos culturales. El suelo de la sala es una obra única de mosaicos de mármol y la parte superior consta de varias rosetas circulares, llamadas fíbulas ilirias por su semejanza con los broches fabricados por los pueblos de la Edad de Hierro que vivían en los Balcanes, obra del artista local Simon Shiroka. La cúpula más grande de la biblioteca es el principal adorno del alto techo de la sala, lo que proporciona una abundante iluminación natural.

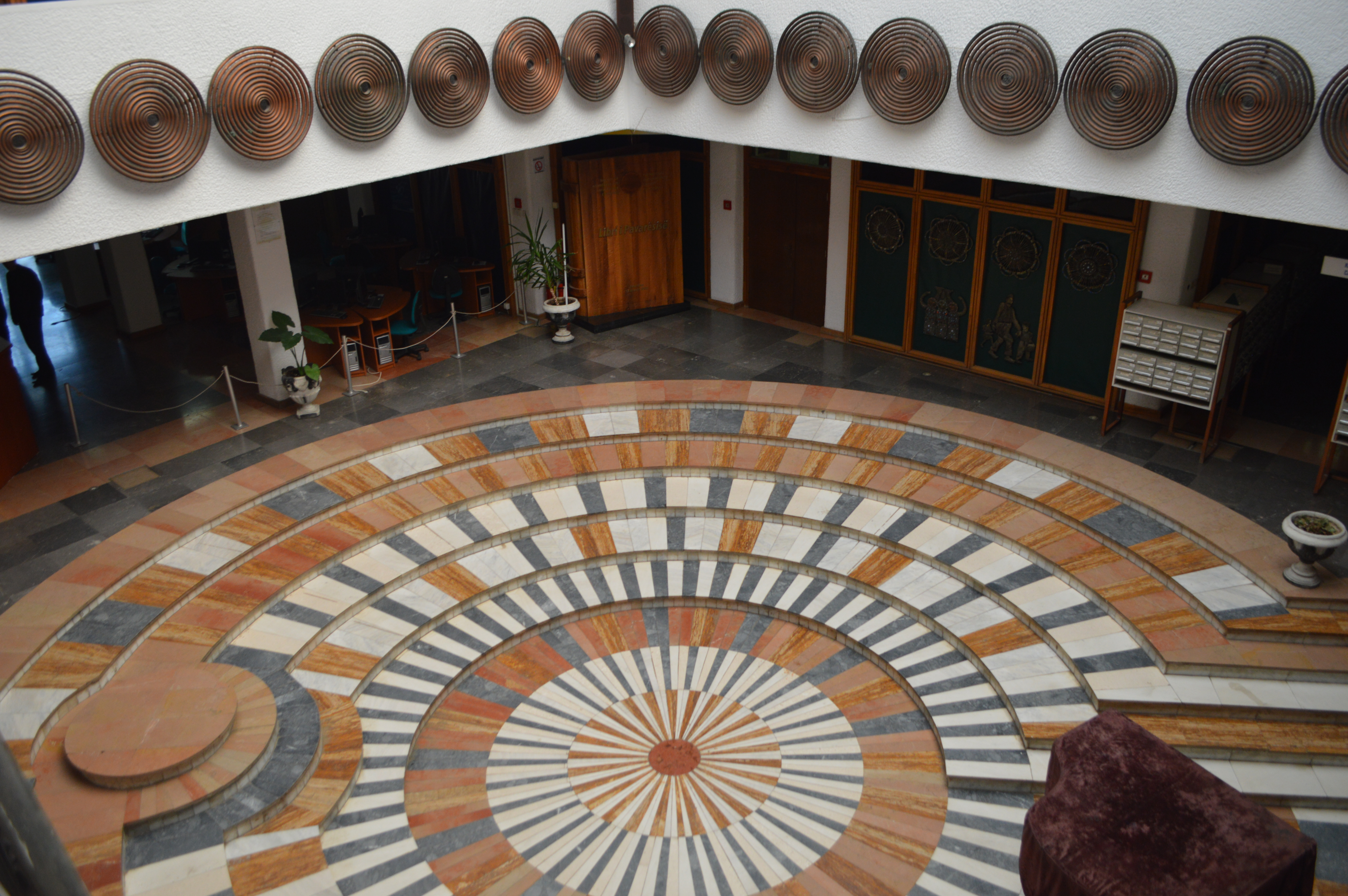
Vestíbulo principal, donde se aprecia el mosaico del suelo y las "fíbulas ilirias".

Según el arquitecto de la Biblioteca Nacional de Kosovo, el edificio pretende representar un estilo que combine formas arquitectónicas bizantinas y otomanas. En su opinión, las dos formas que reflejaban esas influencias eran el cubo (típicamente bizantino) y la cúpula (típicamente otomana). En otras fuentes hay declaraciones del propio arquitecto de que "este proyecto, que está vinculado a la tradición de la arquitectura prerrománica de los Balcanes, se estaba considerando entre otros proyectos para el edificio de la Biblioteca Nacional de Sarajevo".
Otros consideran que este edificio es una reacción a la impersonalidad del estilo internacional y un intento de combinar medios modernos con tradiciones regionales y arquitectura rural, pero también un estilo moderno-metabólico.
A pesar de las declaraciones oficiales del arquitecto sobre el estilo de la Biblioteca Nacional de Kosovo, existen muchas otras controversias en lo que respecta al aspecto del edificio y su significado. Una de las versiones más famosas es la que relaciona las cúpulas del edificio con el gorro tradicional albanés "qeleshe". Esta fue la razón por la que los políticos serbios reaccionaron muy enérgicamente ante el aspecto del edificio.
Otra versión es que este proyecto pretendía reconciliar las relaciones entre serbios y albaneses. Sus cúpulas son una combinación de los baños turcos existentes en Prizren y el Patriarcado de Peć.

## Historia
La historia de las bibliotecas en Kosovo se remonta al siglo XVI con la construcción en 1513 de la Biblioteca Suzi Celebiu en Prizren. Las colecciones de las comunidades religiosas cristiana y musulmana se consideran las bibliotecas de archivos más antiguas de Kosovo.
La biblioteca institucional de Kosovo fue fundada oficialmente en diciembre de 1944 en la ciudad de Prizren.

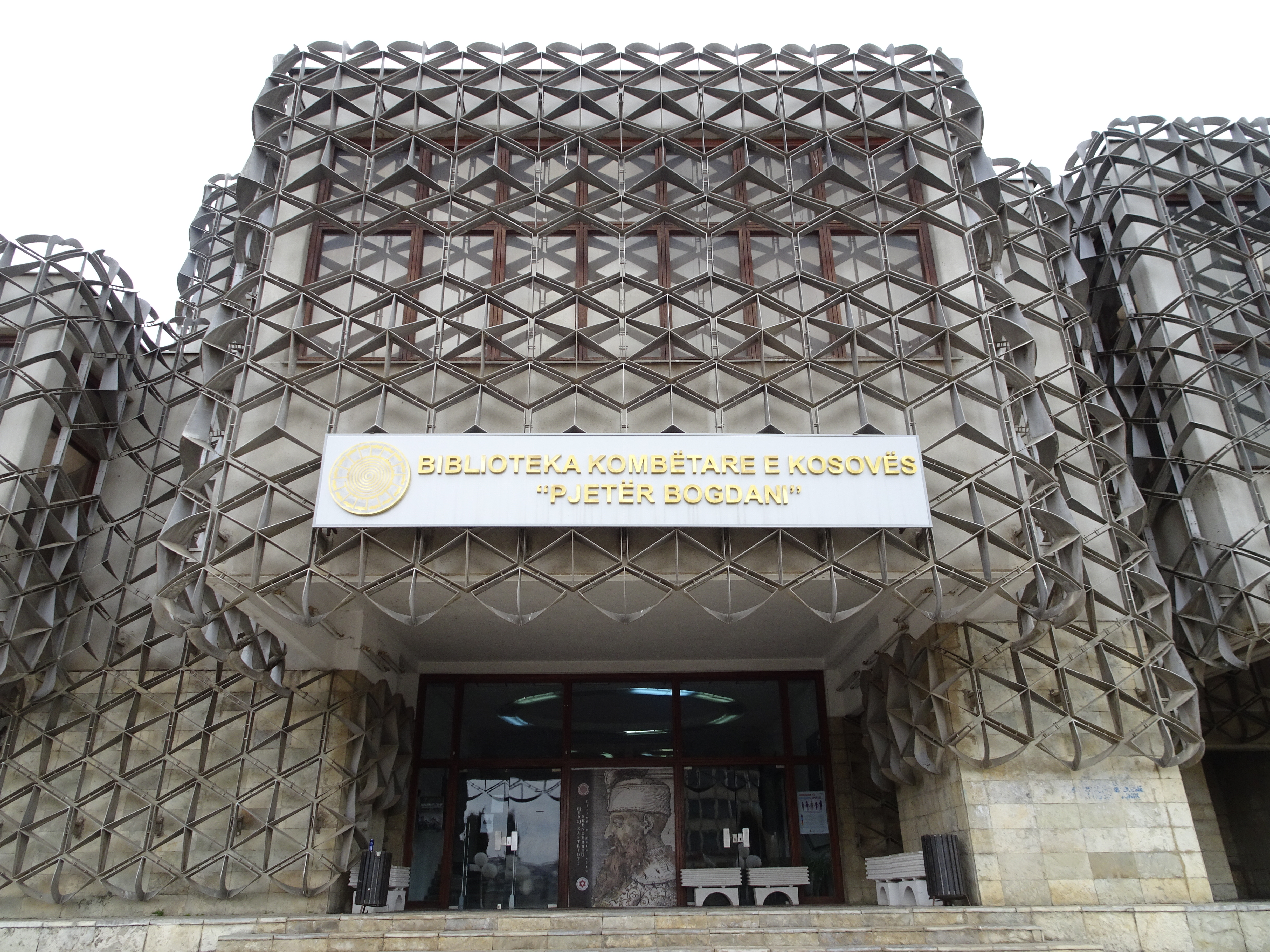
Puerta principal de la Biblioteca

En 1982 la biblioteca se trasladó al edificio actual, construido en Pristina, la actual capital de Kosovo.
A lo largo de los años, el nombre de la Biblioteca Nacional ha cambiado dependiendo de la situación política de Kosovo.
| Años            | Nombre                                                              |
| --------------- | ------------------------------------------------------------------- |
| 1944–1952       | Biblioteca Regional de la Provincia Autónoma de Kosovo              |
| 1956–1961       | Centro de Bibliotecas de la Provincia Autónoma de Kosovo y Metohija |
| 1961–1970       | Biblioteca Provincial Nacional                                      |
| 1970–1990       | Biblioteca Nacional y Universitaria de Kosovo                       |
| 1990–1999       | Biblioteca Nacional y Universitaria de Kosovo y Metohija            |
| 1999–2012       | Biblioteca Nacional y Universitaria de Kosovo                       |
| 2012-actualidad | Biblioteca Nacional de Kosovo "Pjetër Bogdani"                      |

### Periodo 1989-1999
En 1989, Kosovo perdió su condición de región autónoma de Serbia, decenas de miles de albanokosovares que trabajaban en el sector público perdieron su empleo y a los estudiantes albaneses se les prohibió recibir clases de lengua albanesa. En el caso de las bibliotecas públicas y privadas de Kosovo, fue una época en la que se quemaron y destruyeron muchas colecciones bibliotecarias.
La biblioteca fue utilizada posteriormente para albergar a un gran número de refugiados de Bosnia-Herzegovina y Croacia que habían huido de sus países debido a las guerras yugoslavas. Después de la ocupación de Kosovo por la OTAN en junio de 1999, se reveló que el ejército yugoslavo había utilizado la biblioteca como centro de mando y control. Los materiales del interior habían sido robados, los muebles de la sala de lectura destrozados y el catálogo de fichas tirado en el sótano. Los trabajadores de la biblioteca tuvieron que permanecer fuera durante una semana mientras las tropas de mantenimiento de la paz de la Fuerza de Kosovo (KFOR) revisaban el edificio en busca de explosivos ocultos.
Según organizaciones nacionales e internacionales, se enviaron a la fábrica de papel de Lipjan unos 100 000 libros en albanés para su transformación en pulpa. Entre ellos se encontraban colecciones del patrimonio nacional que explicaban los orígenes y la historia de la nación.

### Reconstrucción
Después de la guerra de Kosovo hubo una gran voluntad y deseo de reconstruir los edificios de la biblioteca y restablecer los servicios bibliotecarios a todos los niveles. Esto se hizo con la ayuda de un grupo especial de expertos de la UNESCO, el Consejo de Europa y la Federación Internacional de Asociaciones de Bibliotecarios y Bibliotecas (IFLA), organismo al que pertenece la BNK desde octubre de 2016.
Este grupo especial de expertos creó diferentes programas de formación como: Legislación y Administración, Biblioteca Móvil, Reconstrucción, Libro y Lectura, Formación y Desarrollo Profesional en Tecnologías de la Información, Patrimonio Cultural, Niños y Jóvenes, Programa de Acceso Abierto, Apoyo a Iniciativas, Hermanamiento. Durante los años de reorganización, la Biblioteca Nacional de Kosovo recibió ayuda de muchas instituciones como la Embajada de los Estados Unidos, la Organización para la Seguridad y la Cooperación en Europa (OSCE), la Biblioteca Central de Zúrich, las iniciativas de Artistas Alemanes y el Raiffeisen Bank International austríaco y otras instituciones como la Biblioteca Franciscana "Padre Gjergj Fishta", que supone la cooperación, entre ambas instituciones, en el campo de la investigación, recopilación y preservación de la cultura albanesa.

## Organización y acervo
La Biblioteca Nacional es una institución estatal que depende del Ministerio de Cultura y está regulada por ley. Hay varias mini bibliotecas dentro de la Biblioteca Nacional como la American Corner, la Biblioteca de Arte Contemporáneo, la Biblioteca de la OTAN, la Biblioteca de Música, la Biblioteca para ciegos y personas con problemas de visión, creada en 2012, por la República Checa, a través de su Embajada en Pristina, equipada con tecnología informática que facilita la lectura; la Biblioteca Fehmi Agani, la Biblioteca de Krist Maloki, la Biblioteca de Archivos de Autores, etc.
Cuenta con 1 890 194 registros, con 475 324 títulos, de los cuales 382 806 son libros, 281 591 son revistas, 984 022 son periódicos y 241 775 son otros tipos de registros. Entre 2004 y 2009 la biblioteca se enriqueció con 30 000 nuevos títulos. Así mismo, en septiembre de 2024, la Biblioteca Karl Kaser de Graz de Austria hizo una donación de 1586 ejemplares, entre libros y revistas, del campo de la historia, la antropología, la sociología, las ciencias políticas y sociales, y las humanidades en general.
Las colecciones de libros antiguos raros, periódicos y revistas antiguos, manuscritos albaneses con dibujos en latín, griego y árabe constituyen un valioso tesoro del patrimonio cultural que se conserva en esta institución. Además, los mapas, los documentos fotográficos y otros documentos valiosos constituyen un gran patrimonio cultural.
El libro más antiguo encontrado en la Biblioteca Nacional es Historia de vita et gestis Scanderbegi Epirotaru principis (1508) de Marin Barleti, escrito en latín.

### Digitalización
La digitalización de la Biblioteca Nacional de Kosovo es un proyecto de gran importancia. En este proceso, la Biblioteca pretende poner en línea el patrimonio nacional y otros materiales relacionados con Kosovo para promoverlos y facilitar el acceso a ellos. En 2008, con vistas a desarrollar un portal similar al de la American Memory, Memory (en albanés: Kujtesa), se creó el Centro Documental de Kosovo.
Debido al gran número de documentos que deben digitalizarse, proceso que lleva mucho tiempo, la Biblioteca ha establecido una secuencia de criterios para los documentos que deben digitalizarse antes que otros y uno de los criterios básicos es el valor cultural e histórico de ese material. En base a esos criterios, estos son los documentos que tienen prioridad en la digitalización: material más solicitado y en mal estado físico, libros y manuscritos históricos, microfilms y otros materiales muy requeridos.
En general, los materiales que se digitalizan con mayor frecuencia son libros raros (49%), fotografías (44%), manuscritos (39%), monografías (35%), música (30%), periódicos (9%) y mapas (1%).
Además de digitalizar su propio material, la Biblioteca Nacional de Kosovo proporciona acceso a algunos de los recursos electrónicos más populares del mundo, gracias al Consorcio de Bibliotecas Electrónicas de Kosovo. Para los servicios de recursos electrónicos en diferentes bibliotecas del mundo, la Biblioteca Nacional de Kosovo recibió el apoyo de la Fundación Kosovo para la Sociedad Abierta y de empresas privadas como EBSCO, con el apoyo financiero de la Embajada de los Estados Unidos en Pristina, mientras que el Banco Raiffeisen de Kosovo apoyó el proyecto del Oxford Music Online y la Misión de la OSCE en Kosovo los del Oxford Scholarship Online y el Oxford Journal.

### Catalogación y clasificación
La Biblioteca Nacional de Kosovo utiliza tres normas internacionales de catalogación: la AACR2, la ISBD, que es la norma adoptada por la IFLA, y la MARC 21. Así mismo, utiliza dos normas de clasificación de materiales: la Clasificación Decimal Universal y la Clasificación Temática.

## Servicios
Cualquier persona puede utilizar los servicios de la Biblioteca Nacional, pero es necesario tener al menos 18 años para solicitar y pedir materiales de las colecciones. Los materiales de la Biblioteca no se pueden tomar prestados para uso doméstico y deben leerse en una de las salas de lectura. Cada año se registran unos 5000 usuarios, lo que la convierte en la biblioteca más frecuentada de Kosovo y uno de los lugares más visitados del país.

## Cooperación
La Biblioteca Nacional de Kosovo, también colabora en el desarrollo de otras Bibliotecas Nacionales.
- En noviembre de 2016, el ministro de Cultura, Juventud y Deportes de Kosovo, Kujtim Shala, junto con otras autoridades, entre las que se encontraba el director de la Biblioteca Nacional de Kosovo, se reunieron con el alcalde del municipio montenegrino de Ulcinj. En ese encuentro se acordó la cooperación entre las instituciones culturales de Kosovo y las de los albaneses en Montenegro, con especial énfasis en esta ciudad. Para ello, donaron a la Biblioteca de Ulcinj 402 títulos de libros. El alcalde agradeció este gesto y expresó que esta ayuda concreta sería en beneficio de los albaneses residentes ahí. Ardita Rama, directora de la Biblioteca Nacional de Ulcinj, dijo que esta es la única biblioteca en el territorio de Montenegro que contiene libros en idioma albanés.[28]

- En octubre de 2019, la Biblioteca Nacional de Kosovo realizó una donación de 141 títulos representativos de la historia, la cultura, los deportes, etc. de Kosovo, a la Biblioteca Nacional y Universitaria de Estrasburgo, durante un encuentro en el que se trató sobre la cooperación entre ambas instituciones.[29]